# Karl Ludwig
Karl Ludwig (født 18. januar 1839 i Römhild, Sachsen-Meiningen, død 19. september 1901) var en tysk landskabsmaler.
Ludwig var en tid billedhugger, derefter elev af Piloty i München, 1877 ansat som professor i landskabsmaleri ved Stuttgarts kunstskole, fra 1880 bosat i Berlin. Han var stærkt påvirket i Düsseldorf af Lessing og repræsenterede den poetisk-romantiske landskabskunst med alpe- og bjerglandskabers markerede linjer: Smuglersti i højbjergene, Sankt-Gotthardt-Passet (1878, Nationalgaleriet i Berlin), Albula-passet (museet i Königsberg), andre alpebilleder i museerne i Dresden og Prag med mere.